# Nyctemera venata
Nyctemera venata là một loài bướm đêm thuộc phân họ Arctiinae, họ Erebidae.